# Imane Abdelahad
Imane Abdelahad (en arabe : إيمان عبد الأحد), née le 21 juillet 1994 à Fès, est une footballeuse internationale marocaine qui joue comme gardienne de but pour le Wydad AC.

## Biographie

### Carrière en club
Abdelahad commence sa carrière de footballeuse à l'âge de 15 ans au Wydad Athletic Club.

#### Expérience en Turquie
En 2017, elle quitte le Maroc pour aller jouer en Turquie au Beşiktaş JK avec sa compatriote Chirine Knaidil. Durant cette courte expérience à l'étranger, elle dispute six matchs.

#### Retour au Maroc
Après une saison passée à Aïn Atiq, et deux à l'Ittihad Tanger, Imane Abdelahad défend les couleurs du Sporting Club Casablanca pendant quatre saisons avant de retourner au Wydad AC. 
Avec le Sporting Casablanca, elle parvient à atteindre la finale de la Ligue des champions féminine de la CAF 2023 et être finaliste de la Coupe du Trône de la saison sportive 2020-2021. Avec cette même équipe du Sporting, elle termine vice-championne du Maroc deux années consécutives en 2023 et 2024.

### Carrière en sélection

#### Équipe du Maroc
Imane Abdelahad est régulièrement appelée en sélection nationale depuis 2017 souvent en tant que deuxième ou troisième gardienne.
En octobre 2018, elle est convoquée par Karim Bencherifa pour une double confrontation amicale contre l'Algérie à Kénitra. Elle ne participe pas au premier match qui voit le Maroc s'imposer (3-1), mais joue le deuxième qui se solde par une victoire algérienne (1-0),.
Elle est sélectionnée par Lamia Boumehdi en novembre 2020 pour participer à une double confrontation amicale contre le Ghana à Accra. Mais elle n'aura pas de temps jeu lors de ce stage.
En septembre 2021, elle fait partie du groupe de joueuses qui prend part à la Coupe Aisha Buhari en tant que gardienne remplaçante de Khadija Er-Rmichi.

#### Coupe d'Afrique des nations 2022
En juillet 2022, elle est retenue par Reynald Pedros dans la liste des 26 joueuses convoquées pour la CAN 2022.
Bien que dans le groupe, elle ne dispute aucun match de la compétition.

#### Préparations à la Coupe du monde 2023
Imane Abdelahad est convoquée par Pedros en novembre 2022 pour prendre part à deux matchs amicaux contre l'Irlande à Marbella, mais ne participe à aucune des deux rencontres. Elle n'est pas non plus retenue pour disputer la phase finale de la Coupe du monde 2023.

## Palmarès

### En club
Club Municipal de Laâyoune
- Coupe du Trône :
  - Finaliste : 2015[10] et 2016[11],[12]

 SC Casablanca
- Championnat du Maroc :
  - Vice-championne : 2022-23 et 2023-24
- Coupe du Trône :
  - Finaliste : 2021
- Ligue des champions féminine :
  - Finaliste : 2023
- Tournoi de l'UNAF :
  - Champion : 2023

### En sélection
Équipe du Maroc
- Coupe Aisha Buhari
  - 2e place en 2021

- Coupe d'Afrique des nations
  -  Finaliste : 2022